# Don Bertoia
Don Bertoia, född 16 februari 1940, är en friidrottare från Kanada. Han deltog vid olympiska sommarspelen 1964.